# Gmina Cedar Falls (Iowa)
Gmina Cedar Falls (ang. Cedar Falls Township) – gmina w USA, w stanie Iowa, w hrabstwie Black Hawk. Według danych z 2020 roku gmina miała 305 mieszkańców.